# Psammobates
Psammobates – rodzaj żółwi z rodziny żółwi lądowych (Testudinidae).

## Zasięg występowania
Rodzaj obejmuje gatunki występujące w Afryce Południowej (Namibia, Botswana, Zimbabwe i Południowa Afryka). 

## Systematyka

### Etymologia
- Psammobates: gr. ψαμμος psammos „piasek”[6]; βατης batēs „piechur”, od βατεω bateō „stąpać”, od βαινω bainō „chodzić”[7].
- Chersinella: rodzaj Chersina J.E. Gray, 1831; łac. przyrostek zdrabniający ella[8]. Gatunek typowy: Testudo geometrica Linnaeus, 1758).

### Podział systematyczny
Do rodzaju należą następujące gatunki:
- Psammobates geometricus (Linnaeus, 1758)
- Psammobates oculifer (Kuhl, 1820)
- Psammobates tentorius (Bell, 1828) – gwiazdniczek guzowaty[9]